# Valley Falls (Kansas)
Valley Falls és una població dels Estats Units a l'estat de Kansas. Segons el cens del 2000 tenia 1.254 habitants.

## Demografia
Segons el cens del 2000, Valley Falls tenia 1.254 habitants, 485 habitatges, i 297 famílies. La densitat de població era de 645,6 habitants/km².
Dels 485 habitatges en un 33,2% hi vivien nens de menys de 18 anys, en un 48,7% hi vivien parelles casades, en un 8,7% dones solteres, i en un 38,6% no eren unitats familiars. En el 34,6% dels habitatges hi vivien persones soles el 21,9% de les quals corresponia a persones de 65 anys o més que vivien soles. El nombre mitjà de persones vivint en cada habitatge era de 2,44 i el nombre mitjà de persones que vivien en cada família era de 3,21.
Per edats la població es repartia de la següent manera: un 28% tenia menys de 18 anys, un 8,3% entre 18 i 24, un 25,6% entre 25 i 44, un 19,5% de 45 a 60 i un 18,7% 65 anys o més.
L'edat mediana era de 37 anys. Per cada 100 dones de 18 o més anys hi havia 92,9 homes.
La renda mediana per habitatge era de 34.018 dòlars i la renda mediana per família de 41.500 dòlars. Els homes tenien una renda mediana de 28.000 dòlars mentre que les dones 21.771 dòlars. La renda per capita de la població era de 15.626 dòlars. Entorn del 5,1% de les famílies i el 7,9% de la població estaven per sota del llindar de pobresa.

## Poblacions més properes
El següent diagrama mostra les poblacions més properes.